# Eleonora Marchetti
Pour les articles homonymes, voir Marchetti.

Eleonora Marchetti, née le 30 avril 1985, est une joueuse de squash représentant l'Italie. Elle est championne d'Italie en 2016.  

## Biographie
Elle participe avec l'équipe nationale italienne à plusieurs championnats d'Europe par équipes.

## Palmarès

### Titres
- Championnats d'Italie :  2016[1]